# Bothynus cylindricus
Bothynus cylindricus är en skalbaggsart som beskrevs av Gilbert John Arrow 1937. Bothynus cylindricus ingår i släktet Bothynus och familjen Dynastidae. Inga underarter finns listade.